# Mas d'en Parès
Mas d'en Parès, també conegut com Mas d'en Perers, és una urbanització del municipi d'Aiguamúrcia, a l'Alt Camp, desenvolupada en terres del mas homònim. Se situa a la part occidental del terme municipal, al peu de la serra de Ramonet; limita al nord amb el torrent de Sales i és travessada per la rasa de la Romenguera, tributaris tots 2 del Gaià.
És gairebé adjacent a les Pobles, localitat situada al sud, amb la qual està comunicada a través d'un vial. També travessa la urbanització el sender de gran recorregut GR-7-2, que porta fins a Santes Creus.
És un dels nuclis més poblats del municipi. El 2017 hi havia censades 254 persones.